# Cattedrali in Estonia
Questa è una lista delle cattedrali in Estonia.

## Cattedrali cattoliche
| Cattedrale                                             | Diocesi            | Città   | Dedicazione          | Immagine |
| ------------------------------------------------------ | ------------------ | ------- | -------------------- | -------- |
| Cattedrale cattolica di Tallinn Peeter-Pauli katedraal | Diocesi di Tallinn | Tallinn | Santi Pietro e Paolo |          |

## Cattedrali luterane
| Cattedrale                                                                 | Diocesi                | Città   | Dedicazione | Immagine |
| -------------------------------------------------------------------------- | ---------------------- | ------- | ----------- | -------- |
| Cattedrale luterana di Tallinn Tallinna Neitsi Maarja Piiskoplik Toomkirik | Arcidiocesi di Tallinn | Tallinn | Maria       |          |

## Cattedrali ortodosse

### Chiesa ortodossa estone (Patriarcato di Mosca)
| Cattedrale                                                                 | Arcidiocesi o Diocesi | Località | Dedicazione       | Immagine |
| -------------------------------------------------------------------------- | --------------------- | -------- | ----------------- | -------- |
| Cattedrale ortodossa di Tallinn Aleksander Nevski katedraal                | Eparchia di Tallinn   | Tallinn  | Aleksandr Nevskij |          |
| Cattedrale ortodossa di Narva Narva Issanda Ülestõusmise Peakiriku kogudus | Eparchia di Narva     | Narva    | Gesù              |          |

### Chiesa ortodossa estone (Autocefala)
| Cattedrale                                                    | Arcidiocesi o Diocesi | Località | Dedicazione | Immagine |
| ------------------------------------------------------------- | --------------------- | -------- | ----------- | -------- |
| Cattedrale di Sant'Isidoro                                    | Patriarcato di Tallin | Valga    |             |          |
| Cattedrale della Dormizione della Madre di Dio Tartu Uspenski | Eparchia di Tartu     | Tartu    | Maria       |          |